# Herbita opalizans
Herbita opalizans är en fjärilsart som beskrevs av W. Warren 1904. Herbita opalizans ingår i släktet Herbita och familjen mätare. Inga underarter finns listade i Catalogue of Life.